# Fudbalski klub Budućnost Banovići
Il Fudbalski klub Budućnost Banovići è una società calcistica bosniaca, della città di Banovići. Come miglior risultato vanta la finale di campionato, raggiunta nel 2000, nella quale la squadra è stata battuta dal Brotnjo Čitluk in virtù della regola dei gol fuori casa (1-1 casalingo, 0-0 in trasferta). La piazza d'onore le consente di disputare la Coppa UEFA 2000-2001.
Milita attualmente nella Premijer Liga, la prima divisione bosniaca.

## Palmarès

### Competizioni nazionali
- Prva liga Federacija Bosne i Hercegovine: 3

1997-1998 (nord), 2003-2004, 2009-2010
- Druga Liga Federacije Bosne i Hercegovine: 2

2017-2018 (nord), 2018-2019 (nord)

### Altri piazzamenti
- Campionato bosniaco di calcio

Finalista: 2000
- Prva liga Federacije Bosne i Hercegovine:

Secondo posto: 2001-2002, 2011-2012

## Budućnost Banovići nelle Coppe europee
| Stagione | Torneo     | Turno       | Nazione              | Club        | Andata | Ritorno | Totale |
| -------- | ---------- | ----------- | -------------------- | ----------- | ------ | ------- | ------ |
| 2000-01  | Coppa UEFA | Preliminare | Rep. Ceca (bandiera) | FK Drnovice | 0-3    | 0-1     | 0-4    |

In grassetto le gare casalinghe